# کروزبی (تگزاس)
کرازبی، تگزاس(به انگلیسی: Crosby, Texas) شهری در ایالت تگزاس از ایالات جنوبی ایالات متحده آمریکا است. در سرشماری سال ۲۰۰۰، جمعیت این شهر ۱۷۱۴ نفر اعلام شد.